# Small Office/Home Office
Small Office/Home Office（スモールオフィス・ホームオフィス）、略してSOHO（ソーホー）とは、自宅または小規模な事業所で働く形態をいう。その範囲については、企業に所属して在宅勤務を行う者まで含めるかなど議論がある。

## 概要
1990年以降、アメリカで自動車通勤に関する規制が行われたことをきっかけにAT&TやIBMが従業員に自宅勤務を奨励したのが始まりといわれ、1994年時点でアメリカのホームオフィス人口は4,320万人、このうち会社に所属する在宅勤務者は約880万人と推計されていた。
日本でも1990年代後半からSOHOの推進・研究が活発化し、1998年にSOHOシンクタンク（2001年に特定非営利活動法人として法人化した後、2018年解散）が設立された。一方、日本におけるSOHOの範囲については、推進者・研究者の間でも解釈に幅があり、狭義では情報通信技術を活用して自宅または小規模な事業所で働く個人事業または少人数の企業、広義では企業に所属する者のテレワークや家内労働（いわゆる内職・在宅ワーク）なども含まれる。

## ベンチャーとの違い
小規模事業者という意味では、「スタートアップ」や「アーリーステージ」にあるベンチャー企業もまた同じく小規模であり、場合によっては社長の自宅をオフィスにしていることもあるが、大半のベンチャーは最終的には株式公開を到達地点にしており、SOHOとは拡大志向の有無によって明確に区別される。身の丈SOHOという言葉があるように、SOHOは通常拡大志向を持たない、と言われている。もちろん売上を求めないわけではないが、積極的な事業拡大を目指して資金調達に奔走するのがベンチャーの典型的な一側面であるのに対して、SOHOワーカーは自分1人にできる範囲でより着実な、あるいはより面白い仕事を自分のペースでこなそうとする、という傾向があるといわれている。

## 自治体とSOHO
2000年ごろからSOHOの育成を、何らかの形で制度化している自治体が現れてきている。産業振興部局の中にSOHO担当課を設置して開業相談に応じるのをはじめ、開業から一定期間、格安の事務所スペースを提供したり、関連セミナーなどの啓蒙イベントを開催したりしている。またインキュベーターと呼ばれる開業・起業支援組織を第三セクターで運営しているケースも見受けられる。多くの場合、優遇措置を受けるには事業計画書の提出が必要であり、信用調査機関の審査を受けることになる。申込者側も商工系の各種融資制度（国民生活金融公庫など）との併用を試みるのが一般的である。

## 悪徳商法
「内職商法」等において、SOHOや在宅ワーク、在宅ビジネスなどと称し、ネット上や新聞広告、直接電話等で勧誘を行い、悪質商法を行っている場合もある。「あなたもSOHOで起業できる」という謳い文句で、高価な開業セットや健康食品などの代理店販売商材、教材を売りつけるという手口（詐欺商法）である。

## 中国におけるSOHO
SOHOの語は北京CBDなどを中心に普及しているが、この付近の再開発事業を「SOHO中国有限公司」が一部担っており、テナントを数多く入居させる大規模な商業ビルに対して「SOHO」の名が冠せられている。代表的な例としてSOHO現代城や建外SOHOがあり、これらは日本では六本木ヒルズに近い印象の建造物群である。このことからSOHOの語はブランド化しており、若干ニュアンスが異なる。